# Svetišče imama Husayna
Svetišče imama Husayna (arabsko مَقَام ٱلْإِمَام ٱلْحُسَيْن ٱبْن عَلِيّ, latinizirano: Maqām al-ʾImām al-Ḥusayn ʾibn ʿAlī) je mošeja in mavzolej Husayn ibn Alija, tretjega imama šiitskega islama, v mestu Karbala v Iraku. Stoji na mestu mavzoleja Husayna, ki je bil Mohamedov vnuk, blizu kraja, kjer je sprejel mučeništvo med bitko pri Karbali leta 680 n. št. Husaynova grobnica je eno najsvetejših mest šiitskega islama, zunaj Meke in Medine, in mnogi romajo v to mesto. Vsako leto milijoni romarjev obiščejo svetišče, da bi obhajali ašuro, ki zaznamuje spomin na Husaynovo smrt za vse muslimane.

## Opis
Obzidje svetišča vsebuje lesena vrata, prekrita s steklenimi dekoracijami. Vrata se odpirajo na dvorišče, ki je razdeljeno na manjše sobe ali predele s številnimi ivani" vzdolž obzidja. Husaynov grob je obdan s strukturo, podobno kovinski mreži, ki je neposredno pod zlato kupolo. 5. marca 2013 je bil postopek zamenjave zariha (mrežasta struktura, ki običajno obdaja grob v mošeji ali islamskem svetišču) nad Husaynovo grobnico zaključen in nova zariha je bila slovesno odprta. Svetišče Al Abbasa je v bližini. Načrti za zamenjavo zgodovinske kupole svetišča s sodobno kupolo z jeklenim okvirjem so naleteli na polemike, zlasti s strani strokovnjakov za ohranjanje zgodovine, saj bi to močno izkrivilo zgodovinsko celovitost in značaj svetišča.
Prva kupola je visoka 27 metrov in v celoti prekrita z zlatom. Na dnu je obdana z dvanajstimi okni, od katerih je vsako od drugega oddaljeno približno 1,25 metra od znotraj in 1,30 metra od zunaj. Svetišče ima površino 59 metrov krat 75 metrov z desetimi vrati in približno 65 okrašenimi sobami, ki se uporabljajo za študij. Za neposredne prenose jih uporablja tudi kanal Karbela TV, ki vse aktivnosti dnevno prenaša preko satelita. 
Leta 2010 (1432 po hidžri) je v svetišče na al-Arba'un vstopilo 14,1 milijona ljudi.

### Grobnice
Grob Husayna ibn Alija je na sredini območja, imenuje se Ravḍah ("vrt") in ima več vrat. Najbolj znana se imenujejo Al-Qiblah ali Bāb al-Zah'ab. Na desni strani vhoda je grobnica Habība ibn Madhahirja al-Asadīja (حبیب ابن مظاهر الاسدی), Husaynovega prijatelja in spremljevalca od otroštva in žrtve bitke pri Karbali.
Znotraj svetišča imama Husayna je mogoče najti tudi grob vseh 72 mučencev iz Karbale. Pokopali so jih v množično grobnico, ki so jo nato do tal prekrili z zemljo. Ta množični grob je ob vznožju Husaynovega groba. Poleg Husaynovega groba sta tudi grobova njegovih dveh sinov: 'Alīja al-Akbarja in šestmesečnega 'Alīja al-Asgharja. Skupaj z grobovi mučenikov Karbale je tudi grob prvega skrbnika svetišča imama Husayna, Ibrahima al-Mudžaba, vnuka sedmega šiitskega imama Muse al-Kazima.

## Zgodovina
Husayn je po prihodu v Karbalo od Bani Asada kupil kos zemlje. On in njegov Ehli Bejt (Ahl al-Bayt) sta pokopana v tem delu, znanem kot al-Ḥā'ir(الحائر), kjer so svetišča. Zgodovina uničenja in obnove svetišč v Karbali je dolga. Zaporedni muslimanski vladarji so obe svetišči močno razširili, vendar sta bili večkrat uničeni zaradi napadalnih vojsk. Več vladarjev je razširilo, okrasilo in vzdrževalo svetišča in okolico v dobrem stanju. Med njimi je šah Fath-Ali Kadžar, ki je leta 1250 po hidžri ukazal zgraditi dve svetišči, eno nad Husaynovim grobom in drugo nad grobom njegovega polbrata Abbasa ibn Alija.
Od smrti Husayna ibn Alija leta 680 so bila romanja v spomin na pokol pogosto prepovedana. Kljub številnim poskusom zaporednih vladarjev, kot sta Al-Rašīd in Al-Mutavakil, da bi omejili razvoj območja, se je kljub temu razvilo v mesto.
Zgodovinar Ibn Kuluvaj je omenil, da so tisti, ki so pokopali Husayn ibn 'Alīja, izdelali posebno, trajno identifikacijsko oznako za grobišče.
Večja, pomembnejša gradnja na grobišču se je začela med vladavino al-Safaha (vladal 750–754 AD), prvega kalifa dolgotrajnega Abasidskega kalifata). Vendar pa so bile med vladavino Haruna Al Rašida, petega abasidskega kalifa (vladal 786–809 n. št.), uvedene stroge omejitve, da bi ljudem preprečili obisk groba.
Med vladavino Al-Mamuna, sedmega abasidskega kalifa (vladal 813–833 n. št.), se je gradnja grobišč nadaljevala do leta 850 n. št., ko je al-Mutavakil ukazal uničenje groba in nastalo jamo zapolniti z vodo. Njegov sin, ki ga je nasledil kot kalif, al-Muntasir, je dovolil ljudem, da obiščejo grob in od takrat se je gradnja območja do groba povečevala in razvijala korak za korakom.
Po drugi strani pa je zgodovinar Ibn al-Asir izjavil, da je leta 981 n. št.  (371 po hidžri) 'Adhud ad-Dawlah postal prvi, ki je ekspanzivno postavil temelje za obsežno gradnjo in velikodušno okrasil kraj. Okoli okrožja je zgradil tudi hiše in tržnice ter Karbalo obdal z visokim mejnim zidom in jo spremenil v močan grad.
Leta 407 po hidžri (1016 n. št.) je območje zagorelo zaradi padca dveh velikih sveč na lesene dekoracije. Takratni državni minister Hasan ibn Fadl je obnovil poškodovane dele.
- Imama Hussayna svetišče leta 1932
- Imama Hussayna svetišče (pred obnovo leta 2008)
- Ramadan 1439 AH, Karbala 24
- Med svetišči, Karbala, Irak